# Гьэси
Гьэси (тиб. བརྒྱད་ཟིལ།/བརྒྱད་ཟུར།, Вайли: brgyad zil, тиб. пиньинь: Gyaisi) или Цзюлу́н (кит. упр. 九龙, пиньинь Jiǔlóng) — уезд Гардзе-Тибетского автономного округа провинции Сычуань (КНР). Правление уезда размещается в посёлке Сяэр.

## История
Уезд был образован в 1926 году. Китайское название уезда было выбрано именно таким (в переводе оно означает «девять драконов») потому, что в составе уезда очутилось девять деревень, в названии которых был иероглиф «дракон».
В 1939 году была создана провинция Сикан и уезд вошёл в её состав.
В апреле 1950 года в составе провинции Сикан был образован Специальный район Кандин (康定专区), и уезд вошёл в его состав; в декабре 1950 года Специальный район Кандин был переименован в Тибетский автономный район провинции Сикан (西康省藏族自治区). В 1955 году провинция Сикан была расформирована, и район был передан в состав провинции Сычуань; так как в провинции Сычуань уже имелся Тибетский автономный район, то бывший Тибетский автономный район провинции Сикан сменил название на Гардзе-Тибетский автономный округ.

## Административное деление
Уезд делится на 2 посёлка, 9 волостей и 7 национальных волостей.